# Wontergem
Wontergem is een dorp in de Belgische provincie Oost-Vlaanderen en een deelgemeente van de stad Deinze sinds 1977, het was een zelfstandige gemeente tot aan de gemeentelijke herindeling van 1977. Wontergem ligt ten westen van Deinze zelf, tegen de grens met West-Vlaanderen, bij de Oude Mandel.
De bevolking bestaat grotendeels uit landbouwers en forensen. Guido Gezelle heeft er een gedicht over geschreven. 

## Geschiedenis
Wontergem werd voor het eerst vermeld omstreeks 1019-1030 als Guntrengem. In 1320 werd de naam Wontergem voor het eerst gebruikt. Wontergem maakte deel uit van het Land van Nevele. Naast diverse heerlijkheden had ook de Abdij van Drongen hier bezittingen.
In 1905 vestigden zich hier de uit Dentergem afkomstige Zusters van Sint-Vincentius. Zij stichtten hier een school.

## Demografische ontwikkeling
- Bronnen:NIS, Opm:1831 tot en met 1970=volkstellingen; 1976 = inwoneraantal op 31 december

## Bezienswaardigheden
- De Sint-Agneskerk

## Natuur en landschap
Het licht glooiende landschap rond het dorp, behorend tot Zandlemig Vlaanderen, is enigszins gaaf gebleven. De hoogte bedraagt ongeveer 12 meter. In het zuiden ligt de Oude Mandel. Verder is er de Vondelbeek met het natuurgebied Vondelmeersen.

## Politiek
Wontergem had een eigen gemeentebestuur en burgemeester tot de fusie van 1977. Burgemeesters waren:
- -1947 : Ivo De Neve
- 1947-1976 : René Vanderheeren

## Nabijgelegen kernen
Dentergem, Aarsele, Vinkt, Grammene, Gottem